# Francis Dessain
Francis Dessain, né le 25 juillet 1875 à Malines et mort le 23 août 1951, est un footballeur international belge évoluant au poste d'attaquant. Il est également prêtre et chanoine.
Il est le plus jeune frère de Charles Dessain qui est bourgmestre de Malines pendant plus de 25 ans.

## Études
F. Dessain étudie le droit en Angleterre à l'Oratory School de Birmingham et au Christ Church de l'université d'Oxford.

## Ecclésiastique
En 1919, il est ordonné prêtre, et sera plus tard chanoine. Il est devenu le secrétaire particulier des cardinaux Mercier et Van Roey, archevêques de Malines.

## Football
En Belgique, il a joué en tant que footballeur pour le Léopold CB (à l'époque en Division d'Honneur, plus haute division belge) et a aussi été le capitaine de l'équipe nationale belge lors de la toute dernière rencontre non officielle de celle-ci, le 3 janvier 1904, face à une sélection néerlandaise dans le cadre de la Coupe Van den Abeele (victoire, 6-4).
Vers 1905, il passe au FC Malinois nouvellement créé et en devient président en 1906. Il occupe cette fonction pendant 40 ans.
En 1913, il devint le vice-président du comité exécutif de la fédération de football. Après l'éclatement de la Première Guerre mondiale, il a été engagé quelques mois en tant que bourgmestre suppléant de Malines.
Il est vice-président (à partir de 1937) puis Président de la fédération belge de football de 1943 à 1951.
Après son décès, son neveu Patrick Dessain lui a succédé en tant que président du R. FC Malinois.

## Union Métropolitaine
Francis Dessain est un des fondateurs et directeur de l'Union Métropolitaine Anvers (nl), un club représentant une « entente » de divers clubs issus d'écoles catholique anversoises. Créée sous le nom d'Union Diocésaine Anvers, ce club est admis au sein de l'UBSSA en 1907.
Lors de la mise en œuvre des numéros de matricule par la fédération belge, l'Union Métropolitaine figure en regard du numéro 27, dans la première liste de matricules publiée le 21 décembre 1926, dans « La Vie Sportive », l'organe officiel de la fédération.
Ce club démissionne de l'URBSFA le 6 février 1931, son matricule est radié.